# 2556 Louise
2556 Louise è un asteroide della fascia principale. Scoperto nel 1981, presenta un'orbita caratterizzata da un semiasse maggiore pari a 2,1629309 UA e da un'eccentricità di 0,0366331, inclinata di 2,78732° rispetto all'eclittica.